# Лавров (Волынская область)
Ла́вров (укр. Лаврів) — село в Боратинской сельской общине Луцкого района Волынской области Украины.
Код КОАТУУ — 0722883201. Население по переписи 2001 года составляет 1164 человека. Почтовый индекс — 45663. Телефонный код — 332. Занимает площадь 80,055 км².